# Cyclommatus simalurensis
Cyclommatus simalurensis es una especie de coleóptero de la familia Lucanidae.

## Distribución geográfica
Habita en Indonesia.

## Descripción
Un escarabajo de tamaño mediano (macho de 30 milímetros de largo), de color marrón rojizo con un toque de brillo metálico. Los machos grandes tienen mandíbulas poderosas, algo curvas, que están fuertemente aserradas en la punta, entre dos dientes y con un diente dirigido hacia adentro cerca de la punta. Las antenas son bastante largas y delgadas, casi tan largas como el ancho de la cabeza. En la frente hay una protuberancia cuadrada ancha en el medio, la frente tiene forma de U amplia ahuecada. La cabeza tiene refrigeradores laterales afilados en la parte delantera, pero estos no llegan al borde trasero. El pronoto es casi dos veces más ancho que largo. Las alas de la cubierta son brillantes sin perforaciones visibles. Las piernas son delgadas. La hembra es mucho más pequeña que el macho, sin mandíbulas agrandadas, de color marrón oscuro, en contraste con el macho, el cuerpo es claro, densamente perforado.